# Throw-weight
Throw-weight – pojęcie wprowadzone przez traktat SALT, służące jednoznacznej klasyfikacji pocisków balistycznych według ich udźwigu. Traktat zdefiniował throw-weight, jako maksymalną możliwą do przeniesienia przez pocisk masę, licząc łącznie z wagą wszystkich jego elementów, z wyjątkiem silników i całkowitej masy paliwa. Tak definiowany throw-weight, oprócz masy właściwego ładunku, obejmuje także wagę instrumentów i oprzyrządowania pocisku (np. układów nawigacji i naprowadzania), etc.